# Barengo
Barengo är en ort och kommun i provinsen Novara i regionen Piemonte i Italien. Kommunen hade 788 invånare (2018).